# Дутко Ігор Миронович
Ігор Миронович Дутко (нар. 29 січня 1942) — радянський футбольний суддя, український футбольний інспектор і функціонер. Суддя всесоюзної категорії (1982), представляв Львів. Провів 15 ігор у вищій лізі Радянського Союзу (1979—1980, 1982—1983 і 1986). Президент Асоціації футболу міста Львова.
На посаді президента Асоціації футболу міста Львова організовував першості міста серед дорослих і юнацьких команд. У 2000-х роках через незрозумілі рішення Федерації футболу Львівщини значення першості Львова та можливості для її проведення значно зменшилися, що спричинило конфлікт з керівником ФФЛ Ярославом Грисьом.